# Techniscope
Techniscope, eller 2-Perf, är ett filmformat för 35 mm-film.
Techniscope introducerades av Technicolor Italia 1963. Formatet använder sig av framdragning med två hål i perforeringen per filmruta i stället för normala fyra hål i 35 mm standardfilm. Resultatet blir dubbelt så många filmrutor per filmlängd med proportionen 2,33:1 per bild. Filmrutan kan sedan skärmas av till ned till 2,39:1 bredbildsformat.
Under 1960- och 1970-talen gjordes över 350 filmer i Techniscope. Den första var The Pharaoh's Woman från december 1960. Formatet, som medgav avsevärt sänkta produktionskostnader till priset av lägre bildkvalitet, användes framför allt för lågbudgetfilmer, inte minst av italienska och andra europeiska skräck- och västernfilmer.
År 1999 nylanserade australiensiska MovieLab film laboratory Techniscope-formatet med namnet MultiVision 235 i ett försök att lansera det som ett alternativ till Super 16mm-format. Argumentet var att formatet ger kvalitet som för bilder i 35 mm-film för samma kostnad som för 16mm-film.
Techniscopes fördel gentemot CinemaScope är framför allt att filmkostnaden blir hälften så stor. Nackdelarna är dels att det ökade kravet på förstoringen på filmduken ökar och bilderna därmed mindre skarpa, dels att filmkameror och annan utrustning gjorts i mindre serier. Det smalare mellanrummet mellan de enskilda filmrutorna kan också i vissa fall ge problem vid visning.